# Chýstovice
Chýstovice (en allemand : Cheystowitz) est une commune du district de Pelhřimov, dans la région de Vysočina, en République tchèque. Sa population s'élevait à 33 habitants en 2020.

## Géographie
Chýstovice se trouve à 19 km au sud-est de Vlašim, à 21 km au nord-ouest de Pelhřimov, à 43 km à l'ouest-nord-ouest de Jihlava à 72 km au sud-est de Prague.
La commune est limitée par Čechtice au nord, par Chyšná à l'est, par Košetice au sud-est, par Křešín au sud et à l'ouest.

## Histoire
La première mention écrite de la localité date de 1360.

## Administration
La commune se compose de neuf quartiers :
- Chýstovice
- Jedlina